# John Vanhara
John Vanhara (* 12. května 1972, Brno, Československo) je americký podnikatel českého původu (narozený jako Jan Vaňhara). Ve své rodné zemi studoval na brněnské Masarykově univerzitě učitelství tělesné výchovy a českého jazyka, leč tato studia nedokončil. S podnikáním začal již v České republice, kde své obchodní aktivity věnoval především reklamě. Roku 2002 svůj majetek prodal a s manželkou odešel do Spojených států amerických (získal tam podnikatelské vízum). Zde se mu podařilo dálkově vystudovat B. S. Business Administration. Usadil se v Las Vegas a začal podnikat v oblasti zakládání firem IncParadise.net, nemovitostech MillionSaver.com a také nákupech v amerických internetových obchodech z jiných zemí prostřednictvím firmy Shipito. Firmu Shipito John prodal v roce 2015. Hodnota jeho firem je odhadována na desítky milionů dolarů.
V roce 2018 otevřel v kalifornském Torrance restauraci Pizzoun, z níž plánoval vytvořit franšízu. Za několik měsíců však restauraci zavřel a o celou zkušenost se otevřeně podělil se svými čtenáři na svém blogu.
V současné době se s firmou Veribi zabývá těžím Bitcoinu, developmentem a provozováním datových center.
Píše také osobní blog, v němž se věnuje podnikání v USA. A tomuto tématu se věnuje také v publikaci „Podnikání v USA“, kterou sepsal.
Jako jeden z pětice investorů vystupoval ve čtvrté řadě pořadu Den D vysílaného Českou televizí.